# 丹尼路·加比度·達·安達迪
丹尼路·加比度·達·安達迪（Danilo Gabriel de Andrade，1979年6月11日—）一般称作丹尼路，巴西前职业足球运动员和足球教練。

## 榮譽

### 球隊
戈亞斯
- 巴西足球乙级联赛: 1999
- Campeonato Goiano（英语：Campeonato Goiano）: 1999, 2000, 2001, 2003
- Copa Centro-Oeste（英语：Copa Centro-Oeste）: 2000, 2001, 2002

聖保羅
- 巴西足球甲級聯賽: 2006年巴西足球甲級聯賽
- 巴西聖保羅州聯賽: 2005
- 南美自由盃: 2005
- 世界冠軍球會盃: 2005

鹿島鹿角
- 日本職業足球聯賽: 2007年日本職業足球聯賽, 2008年日本職業足球聯賽, 2009年日本職業足球聯賽
- 天皇杯: Emperor's Cup 2007（英语：Emperor's Cup 2007）
- 日本超級盃: 2009

哥林多人
- 巴西足球甲級聯賽: 2011年巴西足球甲级联赛, 2015年巴西甲組足球聯賽, 2017 Campeonato Brasileiro Série A（英语：2017 Campeonato Brasileiro Série A）
- 巴西聖保羅州聯賽: 2013 Campeonato Paulista（英语：2013 Campeonato Paulista）, 2017 Campeonato Paulista（英语：2017 Campeonato Paulista）, 2018 Campeonato Paulista（英语：2018 Campeonato Paulista）
- 南美自由盃: 2012
- 南美超級盃: 2013 Recopa Sudamericana（英语：2013 Recopa Sudamericana）
- 世界冠軍球會盃: 2012